# 格温·华莱士
格温·华莱士（英語：Gwen Wallace，1935年8月10日—），澳大利亚女子田径运动员。她曾代表澳大利亚参加1954年大英帝国和英联邦运动会田径比赛，获得女子4×110码接力金牌。